# 周仲明
周仲明（1963年11月—），男，汉族，河北衡水人，中华人民共和国政治人物，曾任中共承德市委书记，现任河北省人大常委会副主任，中共十九大代表。

## 简历
1984年毕业于河北机电学院机械工程系金属材料及热处理专业；
1996年9月，任涞源县县长；1998年1月，任保定市政府副秘书长，市经济合作局局长；2000年2月，任中共蠡县县委书记；
2006年9月，任唐山市常务副市长；2010年8月，任中共唐山市委副书记；
2012年4月，任中共河北省委副秘书长，省信访局局长；
2015年4月，任承德市市长；2015年11月至2021年3月，任中共承德市委书记；
2018年1月，任河北省人大常委会副主任。